# Lasku Kalayeh
Lasku Kalayeh (em persa: لسكوكلايه, também romanizada como Laskū Kalāyeh e Leskū Kelāyeh) é uma aldeia do distrito rural de Kiashahr, situada no condado de Astaneh-ye Ashrafiyeh, na província de Gilan, no Irã. Segundo o censo de 2006, sua população era de 1 943, em 640 famílias.